# Motylewo (Piła)
Motylewo (niem. Küddowtal – nazwa od 1906 r.) – dzielnica Piły, położona w południowej części miasta, nad Gwdą, przy drodze krajowej nr 11. Niemiecka nazwa "Küddowtal" oznacza dosłownie "dolina Gwdy".
Wieś królewska należała do starostwa ujskiego, pod koniec XVI wieku leżała w powiecie poznańskim województwa poznańskiego. 

## Historia
Pierwsza wzmianka o wsi Motylewo pochodzi z 1498 r. W pierwszej połowie XIX wieku pobudowano tu małą oberżę przy trakcie z Piły do Ujścia. W 1913 r. otwarto natomiast stację kolejową przy wybudowanej wówczas linii Piła Główna - Czarnków - Bzowo Goraj (obecnie nieczynna). W okresie międzywojennym przepływająca na wschód od wsi Gwda stanowiła granicę między Polską a Niemcami (samo Motylewo leżało po stronie niemieckiej). 
1945–1954 w gminie Biała, 1954–72 w gromadzie Ługi Ujskie, 1973–1976 w gminie Trzcinka, 1977–1991 w gminie Ujście, od 1 stycznia 1992 w granicach  Piły.

## Opis
Cały obszar dzielnicy położony jest w Dolinie Gwdy. Obecnie dzielnica składa się z dwóch nieco oddalonych od siebie części: pierwszej tzw. "Osiedla Motylewo" -  dawnej wsi i drugiej tzw. "Kolonii Motylewo", skupionej wokół dawnego folwarku, a następnie PGR. Obecnie powstaje tu duże osiedle domków jednorodzinnych. Wszystkie ulice w tej dzielnicy wzięły swoje nazewnictwo od nazw ptaków, jak np. ulice Jastrzębia, Orla, Krucza.

## Granice dzielnicy
- od wschodu: rzeka Gwda (wieś Byszki, dzielnica Zamość)
- od południa: granica miasta (Ługi Ujskie)
- od zachodu: granica miasta (Stobno)
- od północy: ul. Motylewska (dzielnica Staszyce)

## Ważniejsze obiekty
- Rada Osiedla Motylewo - ul. Sowia 2

## Zabytki
Najważniejszym zabytkiem Motylewa jest najstarszy obiekt sakralny w Pile - neogotycko-neoromański kościół pw. Matki Bożej Częstochowskiej, zbudowany w latach 1892–1893. Ponadto do zabytków zaliczają się:
- domy wiejskie z XIX i początku XX wieku przy ul. Orlej
- budynek dawnej szkoły powszechnej z początku XX w., obecnie dom mieszkalny
- drewniany budynek niemieckiej straży granicznej z lat 20. XX w.
- cmentarze: katolicki i ewangelicki z XIX/XX w.
- w Kolonii Motylewo: dwa schrony bojowe, prawdopodobnie z czasów I wojny światowej lub okresu międzywojennego, broniące niegdyś mostu między Motylewem a Kaliną.

## Szlaki turystyczne
Przez teren dzielnicy przebiegają szlaki turystyczne:
- rowerowy: Ługi Ujskie - Piła Motylewo - Ługi Ujskie
- rowerowy: Piła Koszyce - Rezerwat "Kuźnik - Piła Gładyszewo - Dolaszewo - Kotuń - Piła Motylewo - Piła Zamość
- pieszy: Ostroróg - Sieraków - Wieleń - Piła Motylewo - Piła Kalina - Bydgoszcz